# 中国人民解放军陆海空三军仪仗队礼炮中队
中国人民解放军陆海空三军仪仗队礼炮中队，即中国人民解放军警卫第一师仪仗大队礼炮中队，驻地北京市，是中华人民共和国唯一一支礼炮部队。

## 沿革

### 解放军礼炮连时期
1949年8月，在中华人民共和国开国大典筹备会上，毛泽东提议，开国大典上要鸣放礼炮，获得与会者赞同。根据国际惯例，鸣放礼炮的最高规格为鸣放礼炮21响。但是，毛泽东提出要鸣放礼炮28响，这是为了纪念中国共产党自1921年诞生到1949年共28年。会后，毛泽东要求任职于大会筹委会的华北军区作训处处长唐永健起草一份鸣放礼炮28响的说明。唐永健很快提交了报告，毛泽东签字后转发。
中央军委随即将鸣放礼炮的任务交给华北军区司令员聂荣臻。聂荣臻将任务下达华北军区特种兵司令员高存信。高存信派员自张家口等地调来108门山炮，其中主要是从日军手中缴获的75毫米九四式山炮，另有山西兵工厂仿日本山炮制造的75毫米山炮。这批礼炮后来被称为“第一代礼炮”。高存信又从各个炮兵部队调来素质良好的排、连、营级干部，包括战斗英雄，组建礼炮部队，进行了一个多月的训练。
1949年10月1日，开国大典在天安门广场举行。当天下午，300多位炮手伴随108门山炮在礼炮场地自东向西一字排开。山炮背靠天安门，炮口朝南。开国大典开始后，电话命令：“鸣礼炮！”108门山炮分为两组，一组由54名装填手装填，一组由54名拉火手发射。毛泽东摁下电钮，第一面五星红旗在天安门广场升起的同时，第一声礼炮鸣放。
1961年6月13日，印度尼西亚总统苏加诺第二次访华，中华人民共和国首次鸣放迎接国宾的礼炮。此前，印度尼西亚请求中华人民共和国在总统专机飞抵机场前，由中国人民解放军空军派出8架战斗机为总统专机护航；在机场举行的欢迎仪式上，依照国际欢迎国家元首的规格鸣放迎宾礼炮21响。因为中华人民共和国成立以后从来没有鸣放迎宾礼炮，所以中华人民共和国外交部当即将印度尼西亚的请求上报中央，毛泽东同意了报告，并且在报告上批示让国务院总理周恩来落实。
1963年8月1日，中国人民解放军中央警卫师仪仗营礼炮连（对外称中国人民解放军礼炮连）在北京南苑正式成立，编制在北京卫戍区的中央警卫师序列中。周恩来将组建礼炮连的任务交给中央警卫师，师长曾绍东将任务交给仪仗营，并将曾承担过开国大典鸣放礼炮任务的某军一二六团的牛茂林等人调到仪仗营，任命牛茂林为礼炮连连长，又从中央警卫师及仪仗营其他连抽调数十人，共同组成礼炮连。开国大典以后，周恩来作出指示，将礼炮团的108门山炮作为文物全部存入炮库。此次根据上级指示，礼炮连从炮库中挑选了28门山炮重新服役，用6匹马拉到位于北京南苑的仪仗营。此后又对这些礼炮进行了改进，后来被称作“第二代礼炮”。
文化大革命爆发后不久，迎接国宾停止使用迎宾礼炮。

### 武警礼炮队时期
原中国人民武装警察部队北京市总队第十一支队的前身是“冀中军区独立营”，组建于1937年。1949年，被编为“中国人民解放军第六十三军一八八师五六四团三营”。1966年调入北京市，转隶并扩建为“中国人民解放军北京卫戍区独立团”。1984年初，转隶中国人民武装警察部队北京市总队，改称“中国人民武装警察部队北京市总队第十一支队”。第十一支队五中队曾在第二次国共内战中获授“秋毫无犯连”荣誉称号，一中队与九中队曾在抗美援朝战争中获授“大功连”称号。
原中国人民武装警察部队北京市总队第十一支队是驻守并保卫丰台区的部队，负责丰台区重点目标的警卫、守卫、守护工作，丰台区看守所的看押、押解工作，丰台区反恐、处理突发事件、 “两警”联合乘车武装巡逻工作，并且承担鸣放礼炮、首都地区警备纠察等任务。
在中华人民共和国成立35、40、50、60周年大庆、2008年北京奥运会安保工作中，原第十一支队出色完成任务，先后5次立集体三等功。党和国家领导人江泽民、曾庆红、贾庆林、羅幹、张万年、迟浩田等人曾来第十一支队视察。在第十一支队产生了中华人民共和国首所少年军校、全军首支威风锣鼓队。到2011年前后，第十一支队已连续22年被北京市表彰为“双拥共建”先进（标兵）单位。
原中国人民武装警察部队北京市总队第十一支队第一中队的前身于1937年成立，原为冀中军区独立营肃宁六队第一中队，在抗日战争、第二次国共内战中经历大小战役、战斗百余次。1949年1月改编为中国人民解放军陆军一八八师五六四团三营七连。曾获陆军第六十三军授予“大功连”称号。1966年改编为北京卫戍区独立二营一连。1984年转为中国人民武装警察部队北京市总队第十一支队第一中队（对外称中国人民武装警察部队礼炮队），开始担负迎宾礼炮鸣放任务。
1984年3月7日，中国政府宣布将在迎接国宾时恢复鸣放迎宾礼炮。有关部门将任务交给刚刚组建的中国人民武装警察部队北京市总队第十一支队。第十一支队组建不久，上级便通知到北京军区炮库接礼炮，礼炮仍是原来的日本山炮，已十分破旧。第十一支队第一中队作为礼炮中队开始担负迎宾礼炮鸣放任务。随后，礼炮部队接到中华人民共和国外交部礼宾司通知，要在3月23日日本首相中曾根康弘访华时鸣放迎宾礼炮。第十一支队首任中队长张道海率领战士对山炮迅速维修改造。 1984年3月23日，在欢迎日本首相中曾根康弘访华的仪式上，第十一支队第一中队成功鸣放21响迎宾礼炮。
1984年恢复鸣放迎宾礼炮和庆典礼炮以后，武警礼炮部队一直使用原有的日本山炮以及山西造山炮。经中华人民共和国主席李先念等领导关怀，中国开始自行研制迎宾礼炮。起初由中国人民解放军三三零二工厂将苏联76毫米加农炮改装为八四式礼炮，被称为“第三代礼炮”，但因为炮体大、质量重，不能匹配212牵引吉普车。1986年，八六式迎宾礼炮研制成功，并列装武警礼炮部队，适合迎宾场合鸣放，被称为“第四代礼炮”，但因缺乏专用的庆典礼炮，所以在庆典时也使用，效果不佳。1990年代，中国人民解放军七三一二工厂花5年时间研制出中国第一代庆典礼炮——76毫米九四式庆典礼炮，共制造62门。在中华人民共和国成立45周年、50周年庆典上，九四式礼炮分别以45门和50门礼炮鸣放28响。2005年在天安门广场举行的纪念中国人民抗日战争暨世界反法西斯战争胜利60周年大型纪念活动上，60门礼炮鸣放60响。1997年，兵器工业总公司二四七厂（即北方风雷工业集团的前身）研制出第五代迎宾礼炮——76毫米九七式礼炮。武警礼炮部队在九七式礼炮防盾中央的上部，镶嵌一枚中国人民武装警察部队帽徽。2008年，北方风雷工业集团研制出第六代迎宾礼炮——08式迎宾礼炮，同年列装武警礼炮部队，在2008年北京奥运会中作为迎宾礼炮使用。
武警礼炮部队使用的牵引车已更换4代：第一代为“老解放”，第二代是北京212吉普车，第三代是北京2020S吉普车，第四代是猎豹越野车。每次执行迎宾任务时，前面有开道的“红旗”警车，后面有8辆“猎豹”越野车牵引礼炮。
2014年3月，礼炮部队的编制由中国人民武装警察部队北京市总队第十一支队第一中队调整为中国人民武装警察部队北京市总队第九支队第十一中队（对外称中国人民武装警察部队礼炮队）。
2014年5月18日，在中国上海市举行了欢迎吉尔吉斯斯坦总统阿尔马兹别克·阿坦巴耶夫参加亚信峰会到访仪式，武警礼炮部队鸣放迎宾礼炮21响。这是武警礼炮部队首次在北京以外执行礼炮鸣放任务。在“亚信峰会”期间，礼炮部队还执行了多场迎宾礼炮鸣放任务。
2017年5月3日，在欢迎丹麦首相拉斯穆森访华仪式上，礼炮部队首次采用立姿动作亮相天安门广场，而以往都是跪姿操作。为实现立姿操作，将以往的24名炮手（每门炮由3人跪姿操作）缩减至16名炮手（每门炮由2人立姿操作），并对礼炮进行了升级改造，将炮身整体提升10.4厘米。

### 三军仪仗队礼炮中队时期
2017年12月，经中共中央批准，自2018年1月1日起由中国人民解放军担负国旗护卫和礼炮鸣放任务。中国人民武装警察部队国旗护卫队、中国人民武装警察部队礼炮队撤销番号，转隶中国人民解放军陆海空三军仪仗队。解放军组建中国人民解放军警卫第一师仪仗大队礼炮中队（对外称中国人民解放军陆海空三军仪仗队礼炮中队）。2018年1月1日7时36分，天安门广场的升国旗仪式首次由中国人民解放军陆海空三军仪仗队和军乐团执行。